# Angélique Gérard
Angélique Gérard (anciennement Angélique Berge), née Angélique Dilscher en 1975 à Fontainebleau en France, est une personnalité française du monde des affaires spécialisée dans les télécommunications.
Elle est directrice de la relation abonnés du fournisseur d'accès Internet Free et membre du comité exécutif d’Iliad (holding de contrôle). 
Gérante de la société Memdis entre 2003 et 2006, elle est également présidente-directrice générale des sociétés Centrapel (depuis 2000), Total Call (depuis 2005), Resolution Call (depuis 2010), Equaline  et Certicall  (depuis 2011), Mobipel et Qualipel (depuis 2011) et MCRA (depuis 2011), filiales du Groupe français de télécommunications Iliad. 
Personnage contrasté, l'Institut Choiseul la classe en 2013 parmi « Les 100 leaders économiques de demain » en France. D'autres titres de presse citent son ego, ses présumés manquements au droit du travail et la répression antisyndicale.

## Biographie
Angélique Gérard obtient un diplôme universitaire de technologie en techniques de commercialisation avant d'être recrutée en 1999, à l'âge de 23 ans, par Xavier Niel, chef de l'entreprise Iliad qui compte une quinzaine de personnes.

## Carrière
En 2012, alors que le groupe de Xavier Niel commence son activité en téléphonie mobile après le rachat du groupe Alice, Angélique Gérard est directrice de la relation client d'Iliad, dont dépendent les anciens centres d'appel d'Alice. Le journal Le Monde, Rue89 et des sections syndicales dont la section télécoms de l'Union syndicale Solidaires, de la Confédération générale du travail et de la Confédération générale du travail - Force ouvrière dénoncent des abus signalés à Colombes (le centre Mobipel) et à Casablanca, parmi lesquels un « management expéditif » et des « licenciements en public ». Angélique Berge déclare dans une publication interne titrée « Elle se tait la rumeur, elle se tait » : « Free Mobile revient étrangement dans les titres médisants que l'on retrouve dans la presse : il s'agit bien d'une critique indirecte et déguisée. ».
En 2013 Angélique Gérard, responsable des centres d'appel de Free, est citée dans le contexte d'un conflit provoqué par des « humiliations » et des manquements présumés au droit du travail ayant conduit à une saisie de l'inspection du travail et à une action d'une section syndicale. Angélique Berge déclare à ce propos : « Nous sommes fiers de nos conditions de travail. Nous avons mis en place un nouveau système de primes motivant ».
En avril 2015, Angélique Gérard rejoint le conseil de surveillance d'Europcar en qualité d'administratrice indépendante.
En mai 2016 Politis réalise une enquête sur le « système Free », dans laquelle Angélique Gérard occupe une place centrale,. Cette dernière y est décrite par ses salariés comme une « femme à l’ego surdimensionné, intelligente, mais dans une quête permanente et éperdue de reconnaissance » et se distingue par une politique managériale autoritaire basée, entre autres, sur la répression anti-syndicale, dans des centres d'appel de petite taille, mis en concurrence entre eux et où règne une « ambiance délétère ». 
En 2017, elle est mise en cause par un reportage de Cash Investigation, dans lequel ses méthodes de management sont critiquées ; est notamment pointé du doigt un mail envoyé à son collègue Maxime Lombardini, où elle écrit : « Nous liquiderons les 50 détracteurs », en parlant de 50 grévistes.
Également membre de Gust et du Club de Business Angels de l'INSEAD, elle apporte son soutien à de jeunes entrepreneurs français en investissant dans des start-up dans le high-tech, l’économie collaborative, l’hôtellerie et la restauration (entreprises WorldCrunch, SimpliField, Les Eclaireuses, CookAngels, Pumpkin, Octopus, Schoolmov, etc.),.
En novembre 2018, Angélique Gérard est citée dans le magazine Forbes comme l'une des femmes Business Angels les plus influentes en France.
En mars 2025, elle déclare : « La 4e révolution industrielle est celle de l’intelligence artificielle (IA), mais nous avons un problème : les femmes sont absentes. Pour certains secteurs, elles représentent moins de 20 % des effectifs. Il faut changer les codes ! »

## Distinctions
En 2013, l'Institut Choiseul la classe parmi « Les 100 leaders économiques de demain » en France : elle entre à la 56e place du classement, puis atteint la 14e position en 2014. En 2015, Angélique Gérard succède à Emmanuel Macron à la tête du classement.
En octobre 2017, elle est décorée de l’insigne de chevalier de l'ordre national du Mérite.